# Praia de Torrenostra

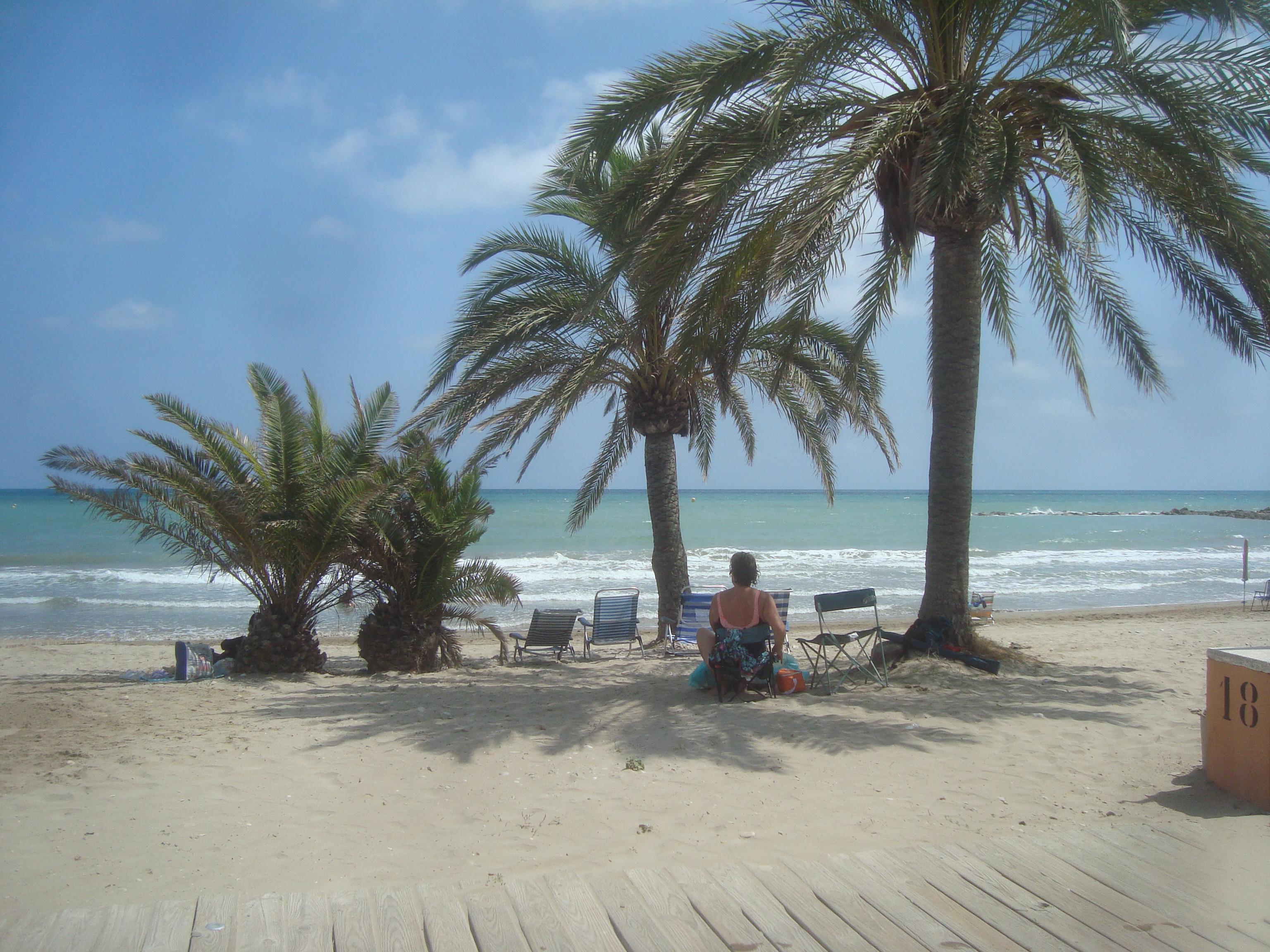
Playa Norte

A Praia de Torrenostra é uma praia situada no município de Torreblanca, pertencente à Comunidade Valenciana, na Espanha. É conhecida pelas suas praias de areia muito fina e pela diversidade natural da região.
Originalmente um bairro de pescadores, Torrenostra tornou-se uma área residencial com cerca de 496 habitantes registrados em 2023.

## Geografia
O município de Torreblanca possui três praias localizadas na antiga vila piscatória de Torrenostra: Playa del Prat, Playa de Torrenostra e Playa Norte. Essas praias variam entre areias finas com infraestrutura turística e áreas naturais com dunas e seixos rolados, oferecendo diferentes experiências aos visitantes.
A zona urbana de Torrenostra limita-se ao sul com a área protegida da zona húmida do Prat de Torreblanca e Cabanes.
A praia de Torrenostra possui uma extensão aproximada de 780 metros de comprimento por 80 metros de largura, limitando-se ao norte com a Playa Norte e ao sul com o parque natural referido.

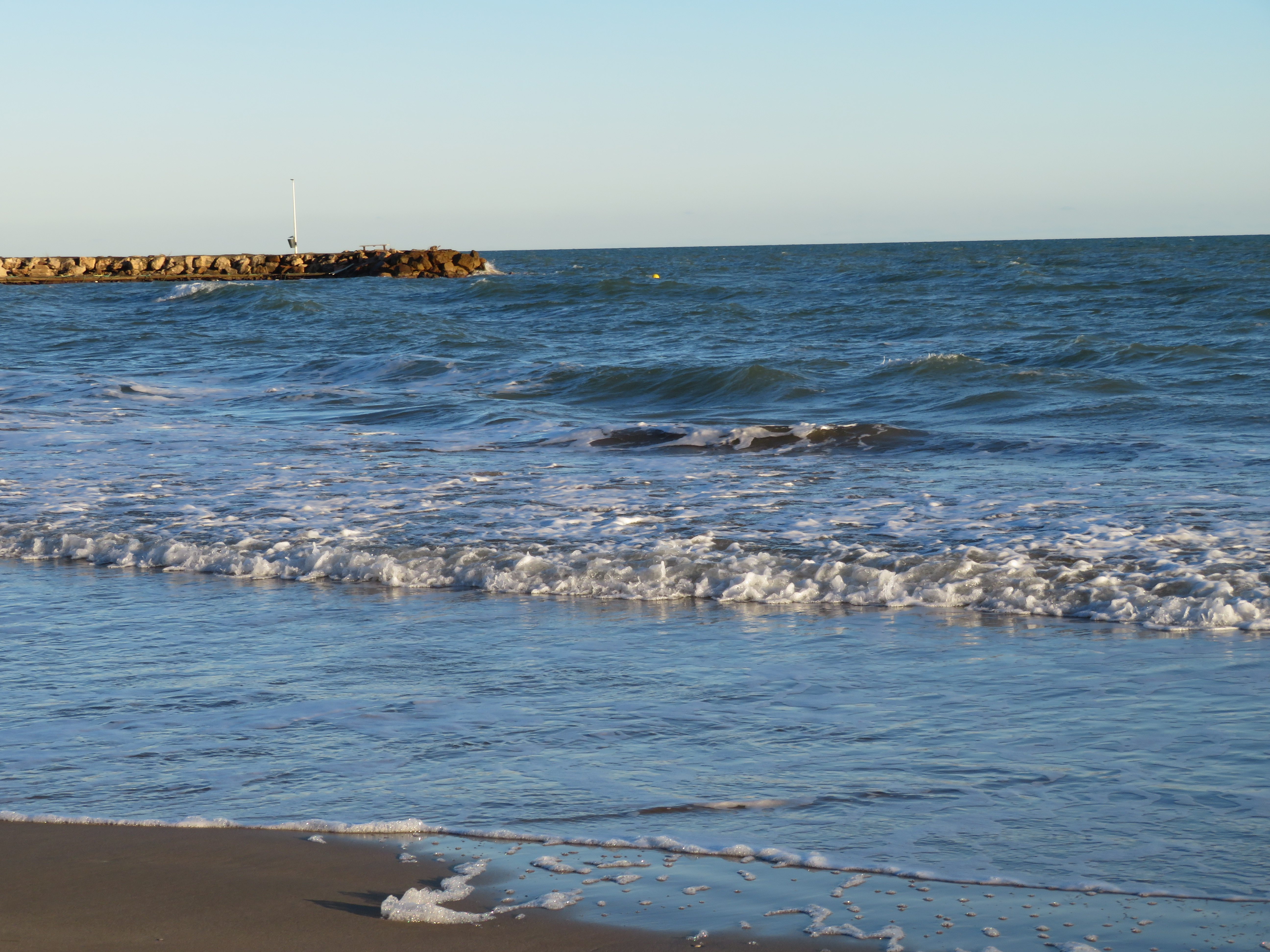
Costa del Azahar

## Turismo
As praias urbanas de Torrenostra e Playa Norte são certificadas pelo Instituto para a Qualidade Turística Espanhola (ICTE) e dispõem de equipamentos e serviços adequados para o turismo de verão.
A praia urbana de Torrenostra conta com o certificado Bandeira Azul desde 1993 e foi premiada em 2014 com o "Q" de Qualidade Turística. Está equipada com acesso para pessoas com mobilidade reduzida, incluindo cadeiras anfíbias, além de possuir passeio marítimo, estacionamento delimitado e área balizada para embarcações. Também oferece serviços de socorristas e áreas para jogos infantis.

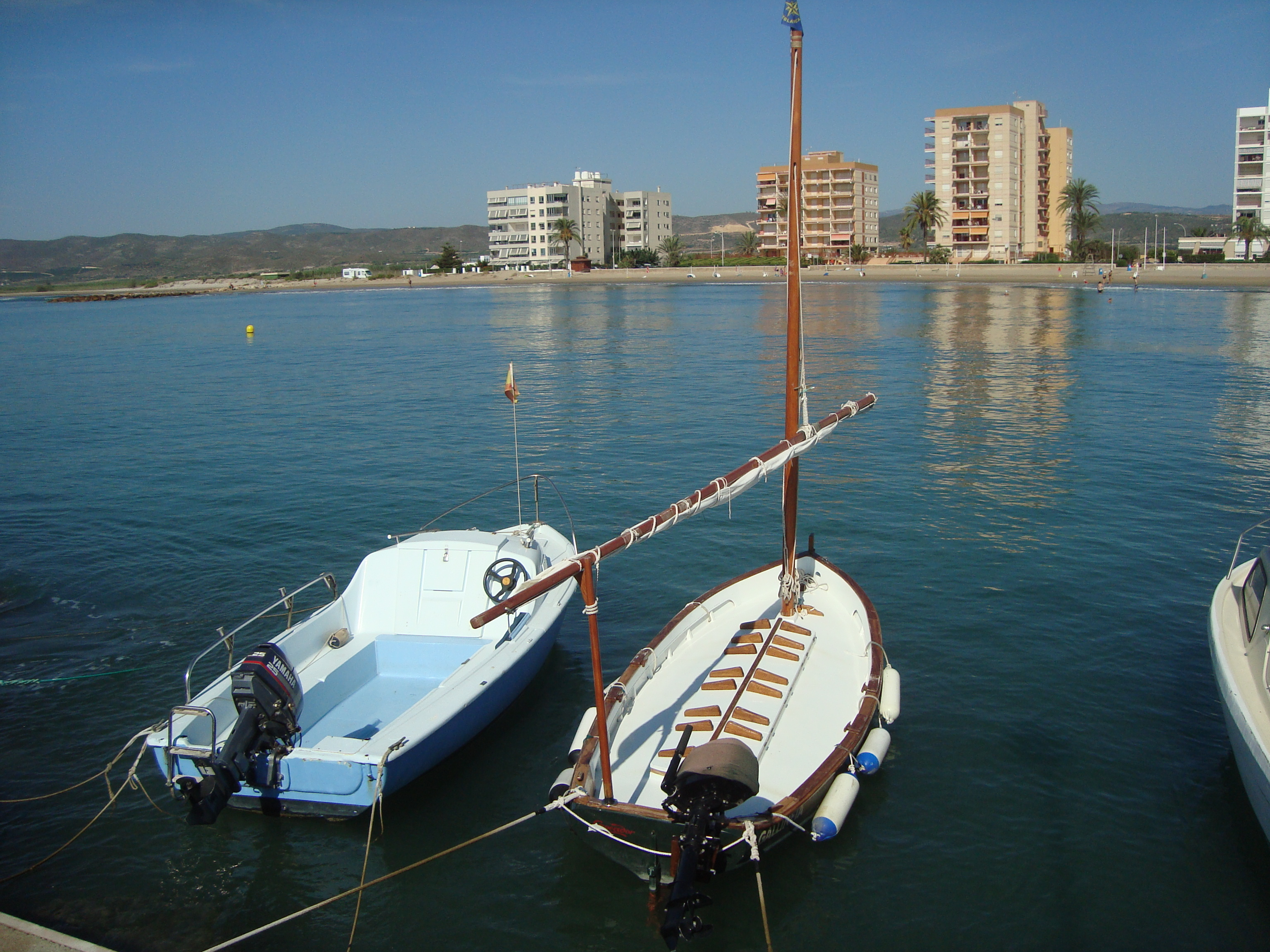
Playa Sur

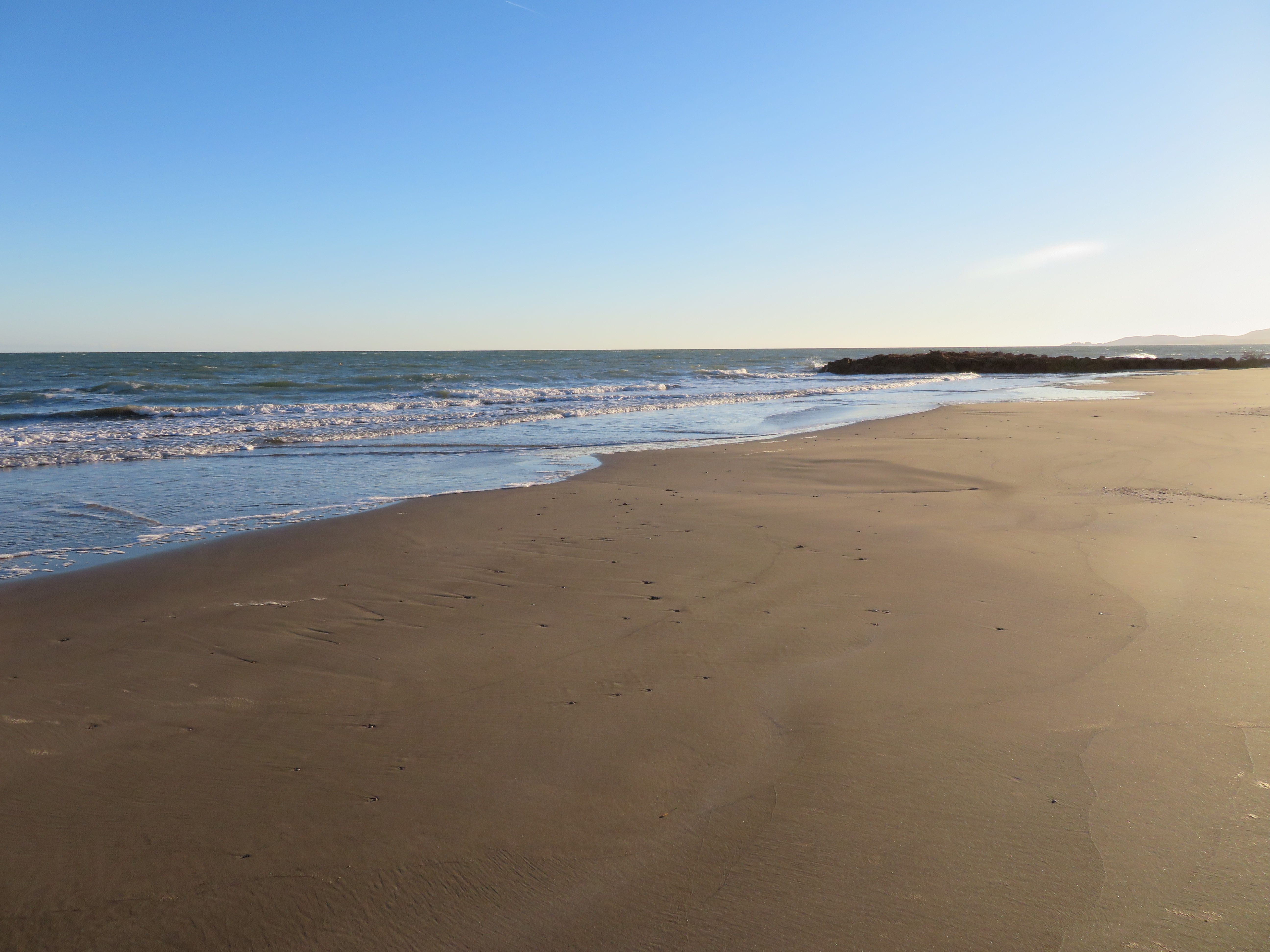
Playa de Torrenostra